# Рока Санта Мария
Ро̀ка Санта Марѝя (на италиански: Rocca Santa Maria) е община в Южна Италия, провинция Терамо, регион Абруцо. Разположена е на 1073 m надморска височина. Населението на общината е 590 души (към 2010 г.).
Административен център е село Импосте (Imposte).